# サワオグルマ
サワオグルマ（沢小車、学名: Tephroseris pierotii）はキク科オカオグルマ属の多年草。中国名は、浙江狗舌草。

## 分布と生育環境
日本の固有種で、本州、四国、九州に分布し、日当たりのいい山野の湿原、谷間、水辺、耕作放棄水田、水田の畦などに大小の集団で群生する。

## 特徴
多年草。茎の高さは20 - 90センチメートル (cm) になり、茎は太く柔らかく中空である。根生葉はへら状披針形で葉柄が長い。上部の葉は葉柄がなく、茎を抱くようにつく。若い茎や葉には、白い綿毛が多い。根生葉は花期にも残り、大きく肉厚である。
花期は4 - 6月ごろ。茎の上部に、径3 - 4 cmほどの黄色の頭花を散房状に数個から30個程度つける。頭花は舌状花と筒状花で構成されるキク科の特徴をもつ。
近縁種のオカオグルマに似ているが、サワオグルマの痩果は無毛、オカオグルマの痩果は有毛である。

## 利用
若芽、花、つぼみを食用にできる。採取時期は暖地が4月、その他は5 - 6月ごろが適期とされ、採取の際は資源保護のため根を残すようにする。若芽はシュンギクのような香りがあり、天ぷらにするとおいしいと評されている。茹でて、和え物、酢の物、汁の実にもする。花とつぼみは、天ぷらや酢の物にする。

## 近縁種
- オカオグルマ 丘小車 Senecio integrifolius subsp. fauriei